# Sîdorivka, Borzna
Sîdorivka (în ucraineană Сидорівка) este un sat în comuna Hovmî din raionul Borzna, regiunea Cernihiv, Ucraina.

## Demografie
Componența lingvistică a localității Sîdorivka
     Ucraineană (98,19%)
     Rusă (1,26%)
     Alte limbi (0,36%)
Conform recensământului din 2001, majoritatea populației localității Sîdorivka era vorbitoare de ucraineană (98,19%), existând în minoritate și vorbitori de rusă (1,26%).